# Mouni Roy
Mouni Roy (Cooch Behar, 28 september 1985) is een Indiase actrice, zangeres, danseres en voormalig model.

## Carrière
Ze is vooral bekend dankzij haar rol van Krishna Tulsi in de televisieserie Kyunki Saas Bhi Kabhi Bahu Thi uit 2007. Ze speelde ook de rol van Meera in Junoon - Aisi Nafrat Toh Kaisa Ishq. Ze was een finalist op de realityshow van Jhalak Dikhhla Jaa in 2014.
In 2018 maakte ze haar filmdebuut met Akshay Kumar met de film Gold.

## Filmografie

### Televisie
| Jaar      | Programma                           | Rol                                               |
| --------- | ----------------------------------- | ------------------------------------------------- |
| 2006–2008 | Kyunki Saas Bhi Kabhi Bahu Thi      | Krishna Tulsi Eklavya Virani                      |
| 2008      | Kaho Na Yaar Hai                    | deelnemer                                         |
| 2008      | Kasturi                             | Shivani Sabbarwal                                 |
| 2008      | Zara Nachke Dikha                   | deelnemer                                         |
| 2009      | Pati Patni Aur Woh                  | deelnemer                                         |
| 2010      | Do Saheliyaan                       | Roop                                              |
| 2010      | Sshhh... Phir Koi Hai- Trittya      | Koena                                             |
| 2011–2014 | Devon Ke Dev...Mahadev              | Shakti / Sati / Durga / Parvati / Mahakali        |
| 2012–2013 | Junoon – Aisi Nafrat Toh Kaisa Ishq | Meera                                             |
| 2014      | Nach Baliye 6                       | gast deelnemer                                    |
| 2014      | Jhalak Dikhhla Jaa 7                | deelnemer                                         |
| 2014      | Bigg Boss 8                         | gast                                              |
| 2015      | Meri Aashiqui Tum Se Hi             | gast                                              |
| 2015      | Swaragini - Jodein Rishton Ke Sur   | gast                                              |
| 2015      | Comedy Nights with Kapil            | gast                                              |
| 2015      | Bigg Boss 9                         | gast                                              |
| 2015–2016 | Naagin 1                            | Shivanya Ritik Singh                              |
| 2016–2017 | Naagin 2                            | Shivangi Rocky Pratap Singh/ Shivanya Ritik Singh |
| 2016      | Box Cricket League 2                | deelnemer                                         |
| 2016      | Tashan-e-Ishq                       | haarzelf                                          |
| 2016      | Ek Tha Raja Ek Thi Rani             | haarzelf                                          |
| 2016      | Comedy Nights Live                  | gast                                              |
| 2016      | Comedy Nights Bachao                | gast                                              |
| 2016      | So You Think You Can Dance          | presentatrice                                     |
| 2016      | Jhalak Dikhhla Jaa 9                | gast                                              |
| 2016      | Bigg Boss 10                        | gast                                              |
| 2017      | Bigg Boss 11                        | gast                                              |
| 2017      | Lip Sing Battle                     | deelnemer                                         |
| 2017      | India's Next Top Model 3            | gast                                              |
| 2017      | Entertainment Ki Raat               | gast                                              |
| 2018-2019 | Naagin 3                            | Mahanaagrani Shivangi                             |
| 2018      | Krishna Chali London                | Sundari (gastoptreden)                            |
| 2018      | Dance Deewane                       | gast                                              |
| 2019      | Nach Baliye 9                       | gast                                              |
| 2019      | Bigg Boss 13                        | gast                                              |
| 2020      | Bigg Boss 14                        | gast                                              |
| 2021      | Bigg Boss 15                        | gast                                              |
| 2022      | Dance India Dance Li'l Masters 5    | jurylid                                           |

### Films
| Jaar | Film                         | Rol                    | Notitie                      |
| ---- | ---------------------------- | ---------------------- | ---------------------------- |
| 2004 | Run                          |                        | nummer "Nahi Hona Nahi Hona" |
| 2011 | Hero Hitler in Love          | Sahiban                | Punjabi film                 |
| 2016 | Mahayodha Rama               | Sita                   | Animatie film, stemacteur    |
| 2016 | Tum Bin II                   |                        | nummer "Nachna Aaonda Nahin" |
| 2018 | Gold                         | Monobina Das           |                              |
| 2018 | K.G.F: Chapter 1             | Lucy                   | nummer "Gali Gali"           |
| 2019 | Romeo Akbar Walter           | Shraddha Sharma/Parull |                              |
| 2019 | Made in China                | Rukmini Mehta          |                              |
| 2020 | London Confidential          | Uma Kulkarni           |                              |
| 2021 | Velle                        | Rohini                 |                              |
| 2022 | Brahmāstra: Part One – Shiva | Junoon                 |                              |
| 2025 | The Bhootnii                 | Mohabbat               |                              |